# Tatsuta (Schiff, 1919)
Die Tatsuta (japanisch 龍田) war ein Leichter Kreuzer der Kaiserlich Japanischen Marine und das zweite Schiff der Tenryū-Klasse. Es wurde nach dem Fluss Tatsuta in der Präfektur Nara auf der Insel Honshū benannt.

## Planung und Bau
Die Tatsuta wurde am 24. Juli 1917 bei der Marinewerft in Sasebo auf Kiel gelegt, am 29. Mai 1918 vom Stapel gelassen und nach knapp zwei Jahren Bauzeit am 31. März 1919 von der Marine in Dienst gestellt. Sie war mit zehn Kampon-Dampfkesseln ausgerüstet, wobei zwei davon sowohl mit Öl, als auch mit Kohle befeuert werden konnten. Dazu konnten die Ölbunker rund 920 Tonnen Schweröl sowie die Kohlebunker 150 Tonnen Kohle aufnehmen. Im Gegensatz zu ihrem Schwesterschiff Tenryū wurde die Tatsuta mit drei Parsons-Getriebeturbinen ausgerüstet.

### Modernisierungen
Das Schiff erhielt bei Umbauarbeiten 1926 einen Dreibein-Fockmast hinter der Brücke. 1937 wurden zwei zusätzliche 13,2-mm-Maschinengewehre zur Flugabwehr eingebaut. Diese wurden 1940 durch zwei 25-mm-Typ-96-Fla-Geschütze ersetzt, gleichzeitig erhielt sie zwei Wasserbombenwerfer und an der Steuerbord- und Backbordseite die dazugehörigen Schienen. Im Sommer 1942 wurden zwei zusätzliche 25-mm-Zwillingsmaschinenkanonen am hinteren Schornstein aufgestellt, und zum Schutz der beiden Drillingstorpedorohrsätze wurden diese gepanzert.

## Einsätze

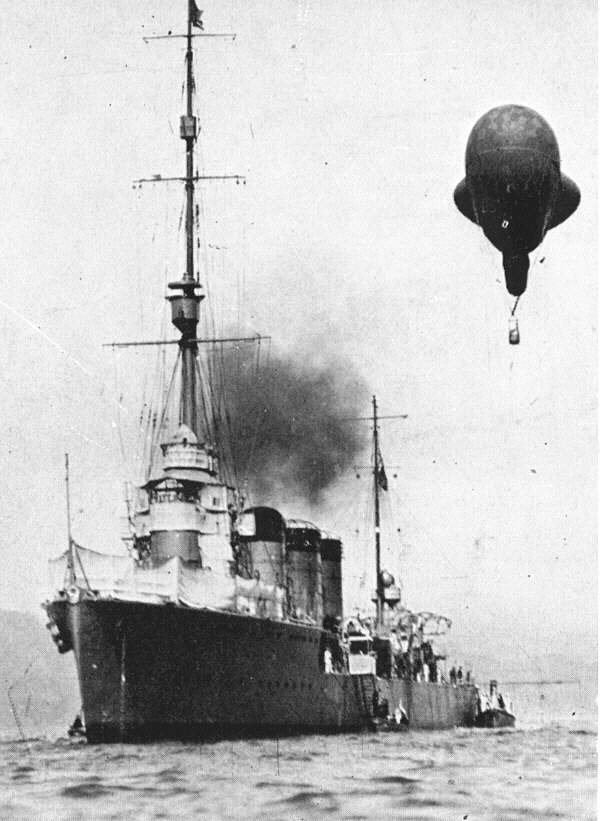
Die Tatsuta mit einem Beobachtungsballon, 1927

### Japan
Ihre ersten Einsätze unternahm die Tatsuta als Flaggschiff der 1. Zerstörerdivision in den Gewässern um Sasebo. Ab 1921 in die Reserve versetzt, wurde sie mehrmals reaktiviert, um in der Mündung des Jangtsekiang Patrouille zu fahren. Bei dem großen Kantō-Erdbeben 1923 brachte sie dringend benötigte Versorgungsgüter von Kure nach Tokio. Beim Tomozuru-Zwischenfall 1934 fand die Tatsuta das gekenterte Torpedoboot und schleppte es zur Untersuchung in den Hafen von Sasebo. Ab 1936 bildete sie zusammen mit dem Schwesterschiff Tenryū die 10. Kreuzerdivision.

### China
Ihren ersten Kampfeinsatz führte die Tatsuta im Zweiten Japanisch-Chinesischen Krieg durch. Sie unterstützte die Landungen von Truppen des Kaiserlichen Heeres und der Marine in Shanghai und war Teil der Blockade der chinesischen Küste. 1938 gehörte sie zur Eskorte der japanischen Flotte, die am 10. Mai Truppen an der chinesischen Küste bei Amoy absetzte. Bei diesem Einsatz beschoss sie chinesische Stellungen an Land, um das Vorrücken japanischer Bodentruppen zu unterstützen. Sie blieb bis Dezember 1938 in chinesischen Gewässern und wurde danach wieder in die Reserve versetzt.

### Pazifikkrieg

#### Neuguinea
Im September 1941 wurden Tatsuta und Tenryū in Vorbereitung des Angriffs auf die Vereinigten Staaten als 18. Kreuzerdivision nach Truk verlegt. Zu Beginn des Pazifikkrieges wurden die Kreuzer als Sicherung für die beiden Landungsoperationen auf der Insel Wake eingesetzt. Des Weiteren unterstützten sie die Landungen auf Neuirland, Kavieng und Neubritannien im Januar und Februar 1942. Auch an der gescheiterten Operation MO Anfang Mai 1942 nahm die Tatsuta zusammen mit ihrem Schwesterschiff teil.

#### Guadalcanal und Heimatgewässer
An der Schlacht vor Savo Island am 9. August 1942 war die Tatsuta nicht beteiligt, da sie die Landungen auf Buna (Papua-Neuguinea) unterstützte. Erst im Oktober 1942 wurde sie für einen Truppentransport nach Guadalcanal bestimmt. Sie brachte Teile der 17. Armee unter General Hyakutake Seikichi auf die Insel. Danach wurde sie noch zweimal zusammen mit mehreren anderen Schiffen als sogenannter Tokyo Express zur Versorgung der japanischen Truppen nach Guadalcanal geschickt. Aufgrund von Problemen mit der Ruderanlage ankerte sie von November 1942 bis Januar 1943 in Truk. Danach wurde sie in die Heimatgewässer verlegt und im Marinearsenal Maizuru repariert. Im Juni 1943 rettete sie mehrere Überlebende des Schlachtschiffs Mutsu, als dieses durch eine Munitionsexplosion vernichtet wurde. Tatsuta blieb bis Oktober 1943 in der Inlandsee für Trainingsfahrten mit neu in Dienst gestellten Zerstörern. Währenddessen durchlief sie noch eine Überholung auf der Marinewerft in Kure. Dabei wurde nochmals die Flugabwehrbewaffnung verstärkt. Am 20. Oktober 1943 verlegte sie wieder nach Truk, um dort mehrere Konvoifahrten durchzuführen. Doch schon im November kehrte sie nach Japan zurück.

#### Untergang
Ein weiterer Konvoi, diesmal nach Saipan, startete am 12. März 1944. Dieser wurde am nächsten Tag vom US-amerikanischen U-Boot Sand Lance 40 Seemeilen südwestlich von Hachijō-jima entdeckt und angegriffen. Das U-Boot feuerte um 3:10 Uhr morgens einen Viererfächer Torpedos, wovon ein Torpedo die Tatsuta traf. Durch den Treffer wurden 26 Besatzungsmitglieder getötet und 10 verwundet. Der Torpedo schlug an Steuerbord in Höhe des vorderen Schotts des achteren Maschinenraums ungefähr drei Meter unterhalb der Wasserlinie ein. Die achtere Maschinenanlage wurde sofort zerstört und durch das aufgerissene Schott zwischen den Maschinenräumen drang auch Wasser in den vorderen Maschinenraum ein. Durch den Torpedotreffer wurde außerdem der achtere Torpedorohrsatz über Bord geschleudert und die Lafette des Geschütz Nr. 3 zerstört. Vier Stunden nach dem Treffer waren beide Maschinenräume geflutet, wodurch der Strom ausfiel. Die Mannschaft des Schiffes kämpfte dennoch weiter gegen die Wassereinbrüche. Trotz aller Anstrengungen nahm die Schlagseite des Schiffes immer mehr zu, sodass um 15:36 Uhr bei einem Krängungswinkel von 60° der Befehl zum Verlassen des Schiffes gegeben werden musste. Schon Sekunden später sank die Tatsuta über das Heck auf der ungefähren Position 32° 52′ N, 139° 12′ O. Die Überlebenden wurden durch die Zerstörer Nowaki und Uzuki geborgen, darunter der Kommandant des Schiffes Kaigun-Daisa Shimazui Takemi.

## Liste der Kommandanten
| Nr. | Name                                                | Beginn der Amtszeit | Ende der Amtszeit  | Bemerkungen                                        |
| --- | --------------------------------------------------- | ------------------- | ------------------ | -------------------------------------------------- |
| 1.  | Fregattenkapitän / Kapitän zur See Kagara Otohiko   | 31. Mai 1919        | 2. Oktober 1920    | ab 1. Mai 1918 mit der Baubelehrung betraut        |
| 2.  | Kapitän zur See Odera Ryokichi                      | 2. Oktober 1920     | 1. Dezember 1921   |                                                    |
| 3.  | Fregattenkapitän / Kapitän zur See Kawamura Tatsuza | 1. Dezember 1921    | 10. Juni 1922      | seit dem 20. November 1921 mit der Führung betraut |
| 4.  | Kapitän zur See Takahashi Takejiro                  | 10. Juni 1922       | 20. November 1922  |                                                    |
| 5.  | Kapitän zur See Tachi Meijiro                       | 20. November 1922   | 10. Mai 1923       |                                                    |
| 6.  | Kapitän zur See Takeuchi Tadashi                    | 10. Mai 1923        | 1. Dezember 1923   |                                                    |
| 7.  | Kapitän zur See Ichimaru Hisao                      | 1. Dezember 1923    | 6. März 1924       |                                                    |
| -   | Kapitän zur See Yoshida Shigeaki                    | 6. März 1924        | 26. März 1924      | mit der Führung betraut                            |
| 8.  | Kapitän zur See Matsuzaki Sunao                     | 26. März 1924       | 10. November 1924  |                                                    |
| 9.  | Fregattenkapitän/ Kapitän zur See Shibayama Shiba   | 10. November 1924   | 1. Dezember 1925   |                                                    |
| 10. | Kapitän zur See Niiyama Yashiyuki                   | 1. Dezember 1925    | 20. Mai 1926       |                                                    |
| 11. | Kapitän zur See Takagi Heiji                        | 20. Mai 1926        | 1. November 1926   |                                                    |
| 12. | Kapitän zur See Iwamura Kanekoto                    | 1. November 1926    | 1. Dezember 1927   |                                                    |
| 13. | Kapitän zur See Yamamoto Matsushi                   | 1. Dezember 1927    | 1. Mai 1929        |                                                    |
| 14. | Kapitän zur See Kawana Torao                        | 1. Mai 1929         | 30. November 1929  |                                                    |
| 15. | Kapitän zur See Tange Kunji                         | 30. November 1929   | 20. November 1930  |                                                    |
| 16. | Kapitän zur See Sakuma Masao                        | 20. November 1930   | 1. Dezember 1931   |                                                    |
| 17. | Kapitän zur See Mutsuki Masukichi                   | 1. Dezember 1931    | 1. Dezember 1932   |                                                    |
| 18. | Kapitän zur See Aihara Aritaka                      | 1. Dezember 1932    | 15. November 1933  |                                                    |
| 19. | Kapitän zur See Oshima Shiro                        | 15. November 1933   | 1. November 1934   |                                                    |
| 20. | Kapitän zur See Chūichi Hara                        | 1. November 1934    | 15. November 1935  |                                                    |
| 21. | Kapitän zur See Yatsushiro Sukeyoshi                | 15. November 1935   | 1. Juni 1936       |                                                    |
| 22. | Kapitän zur See Fukuda Teizaburo                    | 1. Juni 1936        | 1. April 1937      |                                                    |
| 23. | Kapitän zur See Takayamagi Gihachi                  | 1. April 1937       | 1. Dezember 1937   |                                                    |
| 24. | Kapitän zur See Yamaguchi Jihei                     | 1. Dezember 1937    | 20. August 1938    |                                                    |
| 25. | Kapitän zur See Ito Yasunoshin                      | 20. August 1938     | 25. Mai 1939       |                                                    |
| 26. | Kapitän zur See Matsura Tadayuki                    | 25. Mai 1939        | 25. September 1940 |                                                    |
| 27. | Kapitän zur See Sawa Masao                          | 25. September 1940  | 20. August 1941    |                                                    |
| 28. | Kapitän zur See Baha Yoshifumi                      | 20. August 1941     | 20. Juli 1942      |                                                    |
| 29. | Kapitän zur See Yoshimura Mutabe                    | 20. Juli 1942       | 7. Januar 1943     |                                                    |
| 30. | Kapitän zur See Funaki Morie                        | 7. Januar 1943      | 5. April 1943      |                                                    |
| 31. | Kapitän zur See Ogawa Nabuki                        | 5. April 1943       | 22. Dezember 1943  |                                                    |
| 32. | Kapitän zur See Shimazui Takemi                     | 22. Dezember 1943   | 13. März 1944      |                                                    |